# Photinus australis
Photinus australis är en skalbaggsart som beskrevs av Green 1956. Photinus australis ingår i släktet Photinus och familjen lysmaskar. Inga underarter finns listade i Catalogue of Life.